# Sun Chunlan
Dans ce nom, le nom de famille précède le nom personnel.
Sun Chunlan (chinois : 孙春兰 ; née le 24 mai 1950) est une femme politique chinoise à la retraite. Elle a occupé le poste de deuxième vice-première ministre de Chine et la plus haute fonction publique féminine en exercice jusqu'en mars 2023. Auparavant, elle était membre du Politburo du Parti communiste chinois.
Sun Chunlan a été cheffe du Parti communiste chinois de la ville côtière de Dalian et première secrétaire de la Fédération nationale des syndicats de Chine. De 2009 à 2014, elle a occupé deux postes régionaux importants : d'abord secrétaire du Comité du Parti communiste chinois de la province du Fujian, puis de Tianjin, l'une des quatre municipalités sous contrôle direct de Chine. Son mandat au Fujian a fait d'elle la deuxième femme cheffe du Parti communiste au niveau provincial depuis la fondation de la République populaire de Chine en 1949 (la première étant Wan Shaofen). Entre 2014 et 2017, elle a été chef du Département du travail du Front uni du Comité central du Parti communiste chinois.
Elle est l'une des deux seules femmes parmi les 25 membres du 18e Politburo du Parti communiste chinois (l'autre étant Liu Yandong) et la seule du 19e. Sun Chunlan est vice-présidente du Conseil chinois pour la promotion de la réunification nationale pacifique, une organisation fondée en 1988 pour promouvoir l'unification entre la Chine continentale et Taïwan.

## Jeunesse
Sun est née le 24 mai 1950 dans le comté de Raoyang, dans le Hebei. Elle s'inscrit à l'Académie de technologie industrielle d'Anshan, dans le Liaoning, en 1965. Après avoir obtenu un diplôme de mécanique en 1969, Sun travaille à l'usine d'horlogerie d'Anshan, qui fabrique des montres. Elle y gravit les échelons, passant de l'atelier à la section du PCC de l'usine en 1971, qui gère les opérations de l'usine. Elle rejoint le Parti communiste chinois en mai 1973, à la fin de la Révolution culturelle. En 1974, elle devient secrétaire de la Ligue de la jeunesse communiste du Bureau de l'industrie légère de la ville d'Anshan. Elle est ensuite mutée à l'usine textile d'Anshan comme directrice en 1977, où elle restera jusqu'en 1988. La même année, elle devient présidente de la fédération des femmes d'Anshan, où elle restera jusqu'en 1991.

## Carrière
En 1990, Sun a été mutée au sein des organes relevant directement de la direction provinciale du Parti, ce qui lui a ouvert la voie à de nouvelles perspectives de carrière. Elle est devenue directrice adjointe du Syndicat des travailleurs du Liaoning en 1991, puis directrice de l'Association des femmes du Liaoning en 1993. En 1994, elle a pris la tête du Syndicat des travailleurs du Liaoning, la fédération provinciale des syndicats. Un an plus tard, elle a siégé au Comité permanent du Parti de la province du Liaoning ; un tel exploit à 45 ans était rare. En 1997, Sun a été nommée secrétaire adjointe du Parti du Liaoning et présidente de l'école provinciale du Parti.
En 2001, le secrétaire du Parti de la ville côtière animée de Dalian a quitté la ville pour devenir gouverneur du Liaoning. Sun a ensuite été confirmée secrétaire du Parti de Dalian, sa nomination ayant été confirmée à l'unanimité par les membres du comité du Parti. Elle a occupé ce poste de 2001 à 2005, avant d'être mutée à Pékin. Sun a été nommé vice-président de la Fédération nationale des syndicats de Chine (FNSC) lors de la troisième session du 14e Comité exécutif de l'ACFTU, puis premier secrétaire du secrétariat du FNSC lors de la huitième session du 14e Présidium du FNSC en décembre 2005.

### Fujian
Lors d'un remaniement de décembre 2009, Sun Chunlan a été nommée secrétaire du parti de la province du Fujian, la première femme à occuper un poste de secrétaire de si haut niveau depuis Wan Shaofen, secrétaire du parti du Jiangxi dans les années 1980. Les postes de chef du parti provincial sont d'une importance particulière et comptent parmi les postes les plus puissants du pays ; le fait que Sun ait assumé une véritable « position de pouvoir » était non seulement rare pour une femme, mais la plaçait également en bonne position pour une promotion ultérieure.

### Tianjin
Après le 18e Congrès du Parti, tenu en novembre 2012, Sun est devenue secrétaire du Parti de la municipalité de Tianjin, alors la juridiction provinciale la plus riche de Chine en termes de PIB. Elle a ainsi succédé à Zhang Gaoli, devenu membre du Comité permanent du Bureau politique. En tant que secrétaire du Parti de Tianjin, Sun a rejoint l'élite du Bureau politique du Parti communiste chinois, l'une des deux femmes siégeant à cet organe (l'autre étant la vice-première ministre Liu Yandong). Elle est également devenue la première femme à diriger une municipalité sous contrôle direct de l'histoire du Parti. 

### Cheffe du front-uni du travail
Après l'enquête et le limogeage de Ling Jihua, ancienne collaboratrice de Hu Jintao, de son poste de chef du Département du travail du Front uni, Sun a été nommée à ce poste le 31 décembre 2014. Sun a été la première cheffe du Front uni à occuper simultanément un siège au Politburo depuis Ding Guangen. Le maire de Tianjin, Huang Xingguo, a assuré l'intérim. Depuis l'accession de Sun à la tête du Front uni, Xi Jinping a adopté une nouvelle stratégie de datongzhan (大统战) pour le travail du Front uni, élargissant ainsi le champ d'action du Département du travail du Front uni. En 2015, Wang Zhengwei, vice-président de la Conférence consultative politique du peuple chinois, a été nommé chef adjoint du département, assistant Sun. Cette situation a créé une situation unique : deux des principaux dirigeants du Front uni étaient détenus par des personnalités de rang « dirigeant national adjoint ».
Sun est membre du 19e Politburo du Parti communiste chinois. Elle a également été suppléante des 15e et 16e Comités centraux du Parti communiste chinois et membre à part entière des 17e, 18e et 19e Comités centraux.

### Vice-première ministre
En octobre 2017, après le 19e Congrès du Parti, Sun Chunlan a été reconduite au Politburo. En mars 2018, elle a été nommée vice-première ministre de la République populaire de Chine.
Elle a reçu l'Ordre olympique d'or après les Jeux olympiques d'hiver de 2022 pour sa responsabilité dans la gestion de la lutte contre la COVID-19 lors des Jeux olympiques d'hiver. Selon le New York Times, Sun Chunlan est devenue la cible des internautes chinois qui exprimaient leur colère face à la politique « zéro COVID ».
Sun Chunlan a quitté le Politburo après le 20e Congrès du Parti et son poste de vice-première ministre en mars 2023.

## Post-retraite
Le 9 novembre 2023, Sun Chunlan est devenue présidente de l'Association confucéenne internationale.

## Distinctions et honneurs

### Décorations internationales
- Ordre olympique échelon or (Comité international olympique), le 21 février 2022[10].